# Adinia Wirasti
 (juillet 2023).
Adinia Wirasti Wijayanto, ou Adinia Wirasti née le 19 janvier 1987 à Jakarta, est une actrice indonésienne.

## Biographie
Adinia Wirasti est d'origine javanaise. Dans son enfance, elle a été initiée à la culture javanaise telle que wayang par ses grands-parents.
Adinia a commencé sa carrière comme mannequin dans un magazine jeunesse. Ses débuts d'actrice ont eu lieu lorsqu'elle a joué dans le film C'est quoi l'amour? en 2002. Dans le film, elle a joué Karmen.
Elle a remporté le prix Citra de la meilleure actrice dans un second rôle au festival du film indonésien en 2005 pour son rôle dans le film À propos de lui. Dans le film, Adinia joue le rôle de Rudy. De plus, elle a également reçu un prix au Festival du film de Bandung pour le même film.
En 2006, Adinia a joué dans les films Leur monde et Chambre. En mars 2007, Adinia revient dans le film 3 jours pour toujours réalisé par Riri Riza,.
En 2013, Adinia a remporté le prix Citra de la meilleure actrice au Festival du film indonésien 2013 pour le film Laura et Marsha,.